# Vágpatta
Vágpatta (szlovákul Pata) község Szlovákiában, a Nagyszombati kerületben, a Galántai járásban.

## Fekvése
Szeredtől 7 km-re keletre található.

## Története
1156-ban "Pta" néven említik először, amely a régi magyar "Pota" személynévből származik, 1252-ben "Patha" néven említik. Története nincs teljességgel feldolgozva, csak az bizonyos, hogy királyi birtok volt, valamint a Semptei váruradalomhoz tartozott. Lakói mezőgazdaságból éltek és szőlőtermesztéssel foglalkoztak. A mesterségek közül elsősorban a takácsokat említik. 1664-ben Nyitra náhijébe tartozott, 28 háztartásában 38 fejadófizető személy élt, valamint határában malom működött a Vágon. 1715-ben 46 háztartást, 1785-ben 125 házat és 804 lakost említenek.
1849. június 16-19 között a község határában zajló harcokban 140 honvéd halt hősi halált. Az elesettek emlékére 1872-ben sírhelyükön obeliszket állítottak. Szűz Mária templomát 1820-ban építették, azonban korábban is volt már a falunak temploma.
A trianoni békeszerződésig Nyitra vármegye Vágsellyei járásához tartozott.
1950-ben a mezőgazdaság fejlesztésének köszönhetően a falu gyorsan gyarapodott. A fejlesztések és a beruházások máig folytatódnak.

## Leírásai monográfiákban
Vályi András szerint "PATA. Magyar falu Nyitra Vármegyében, földes Ura Gróf Eszterházy Uraság, lakosai katolikusok, fekszik Szeredhez 1 mértföldnyire, földgye jó termékenységű, legelője elég, a’ szomszéd sóházakban is vagyon módgyok a’ keresetre, fája kevés van, réttyei is néhol selejtesek, szőlőhegyei soványak, második osztálybéli."
Fényes Elek szerint "Patta, tót falu Nyitra vmegyében, Semptéhez egy órányira, a nyitrai országutban. Számlál 969 kath., 9 zsidó lak. – Földe termékeny; réte jó; van szőlőskerte; s gyümölcse. F. u. gr. Eszterházy Károly. Ut. p. Szered."
Nyitra vármegye monográfiája szerint "Patta, tót község a Vág balpartján, 1345 r. kath. vallásu lakossal. Postája helyben van, táviró- és vasúti állomása Szered. E község a XII. század közepén már fennállott. Kath. temploma 1820-ban épült, de már a török hódoltság idejében volt itt önálló plébánia. A község határában, az országút mentén az 1848-iki zsigárd-peredi ütközettel egyidejüleg folyt harczban elesett honvédek emlékére emlékoszlopot állítottak fel. Földesurai az Eszterházyak és Appel Gusztáv voltak, kinek ősei a burgonyát honosították meg Magyarországon. Most dr. Ballay Lajosnak van itt nagyobb birtoka."

## Népessége
| Év:            | 1994. | 2004.   | 2014.   | 2024.   |
| -------------- | ----- | ------- | ------- | ------- |
| Emberek száma: | 2906  | 3051    | 3077    | 3274    |
| Eltérés:       |       | +4,98 % | +0,85 % | +6,40 % |

| Év:            | 2023. | 2024.   |
| -------------- | ----- | ------- |
| Emberek száma: | 3273  | 3274    |
| Eltérés:       |       | +0,03 % |

1910-ben 1679, túlnyomórészt szlovák anyanyelvű lakosa volt.
2001-ben 3041 lakosából 3005 szlovák volt.
2011-ben 3016 lakosából 2938 szlovák és 17 magyar volt.
2021-ben 3253 lakosából 3134 (+5) szlovák, 13 magyar, (+5) cigány, (+3) ruszin, 38 (+8) egyéb és 68 ismeretlen nemzetiségű volt.

## Nevezetességei

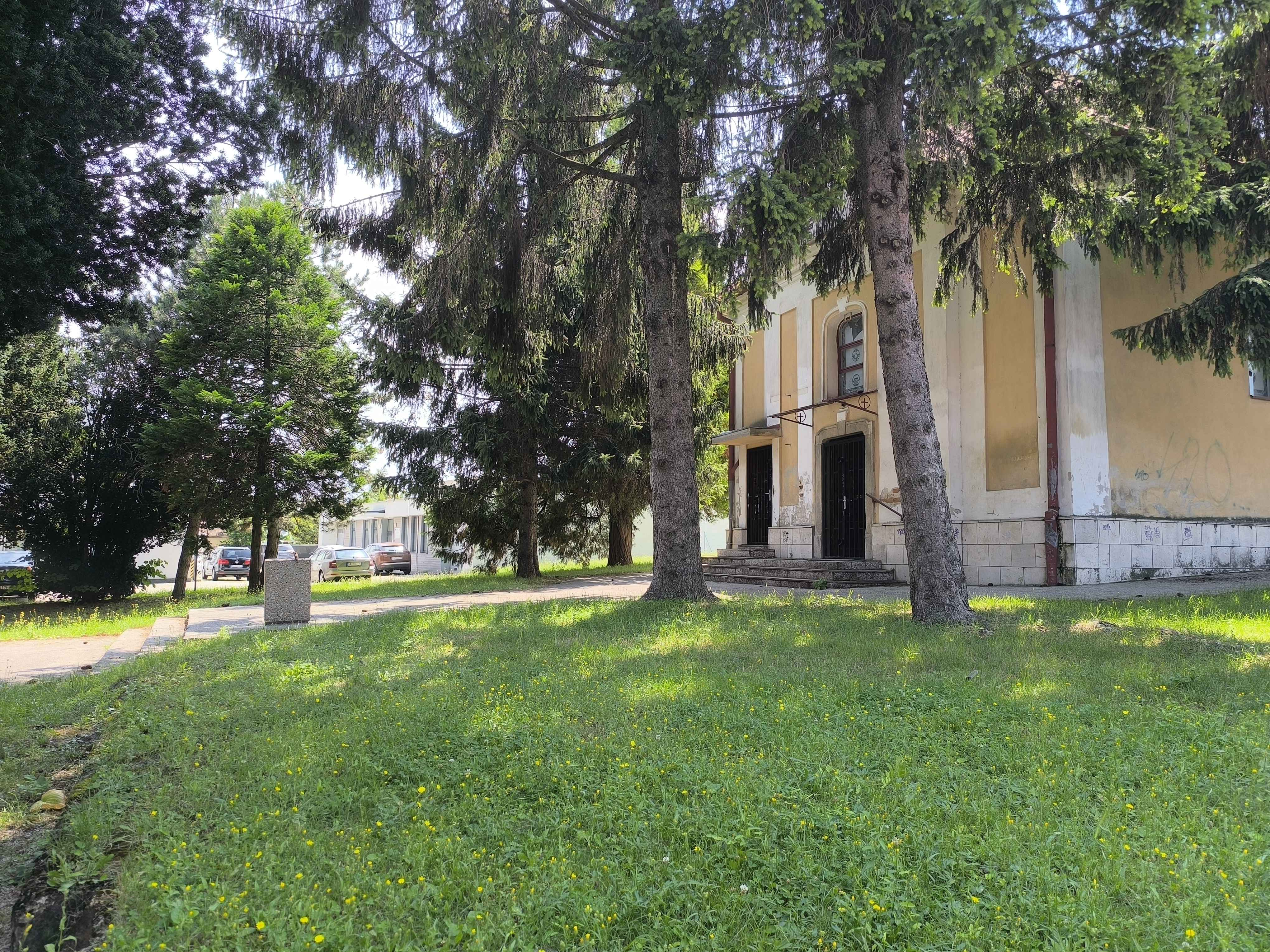
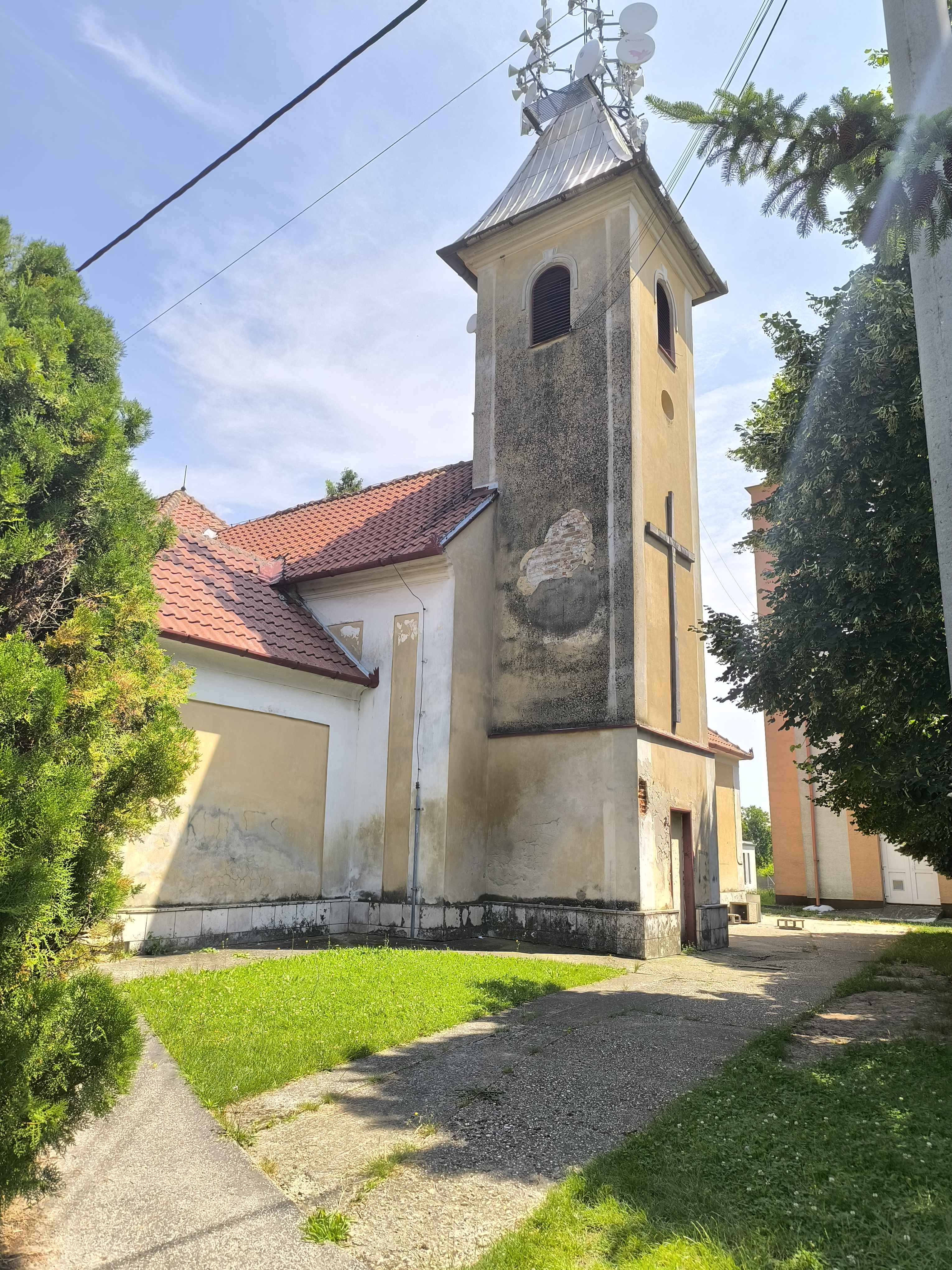
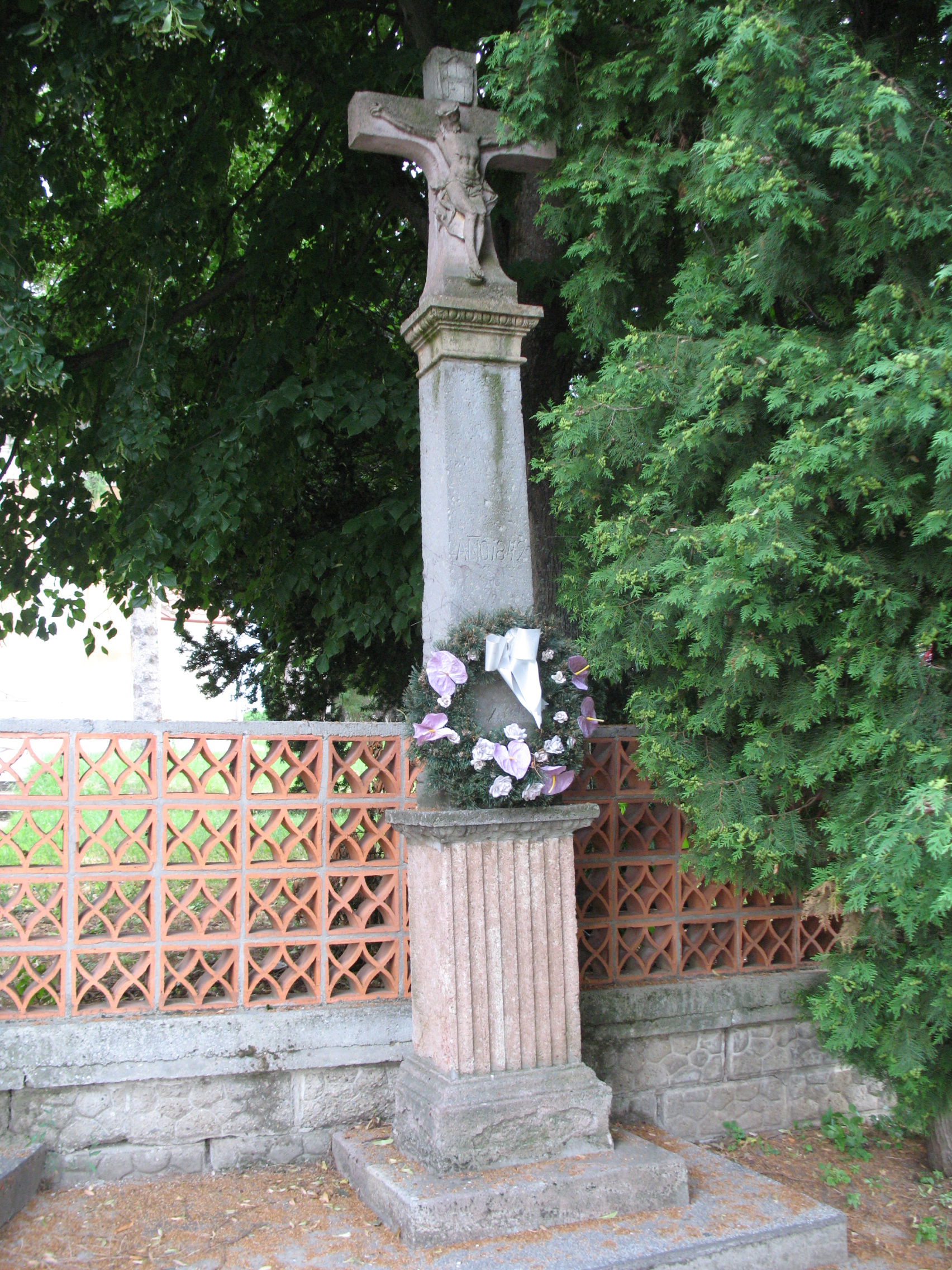
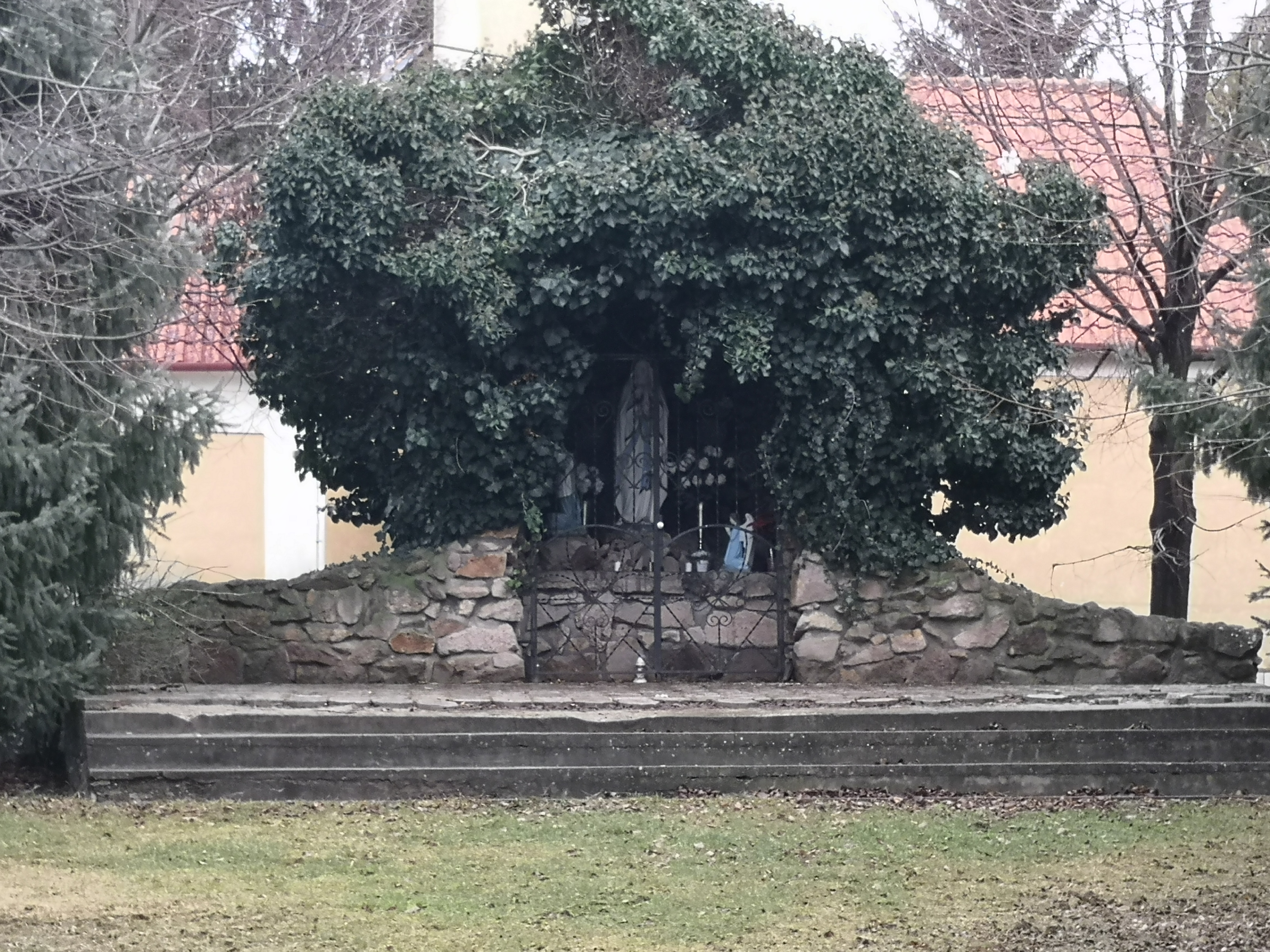
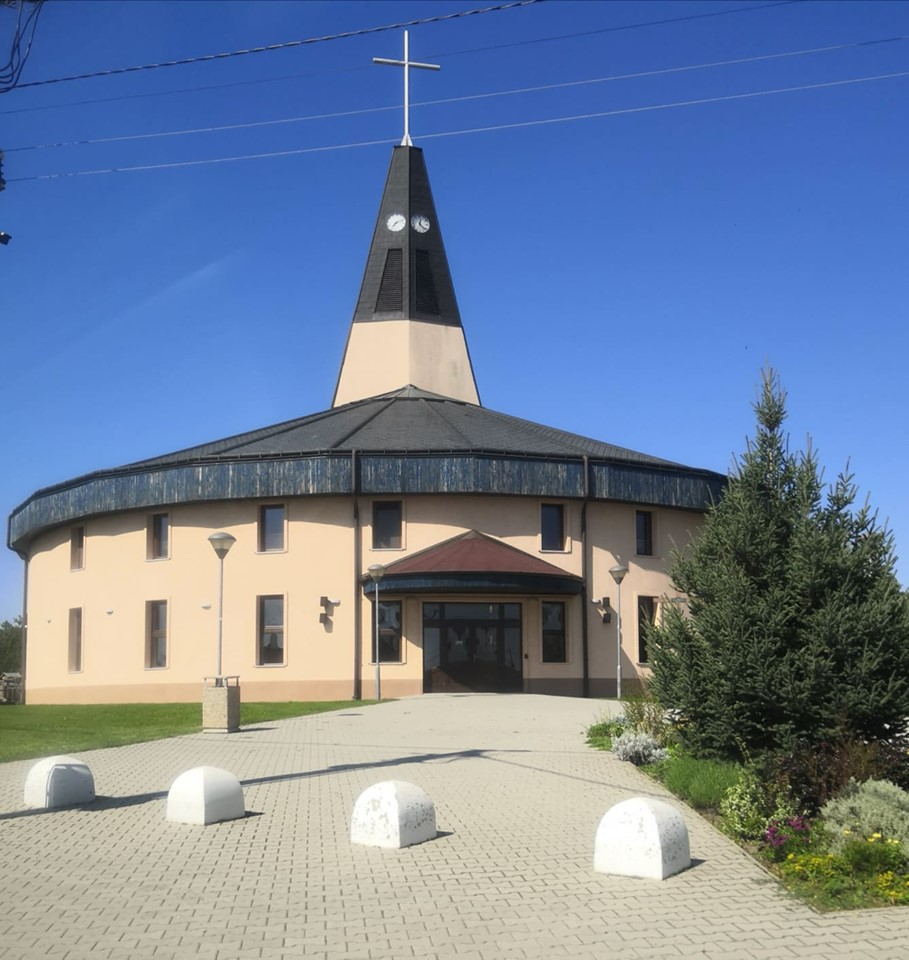
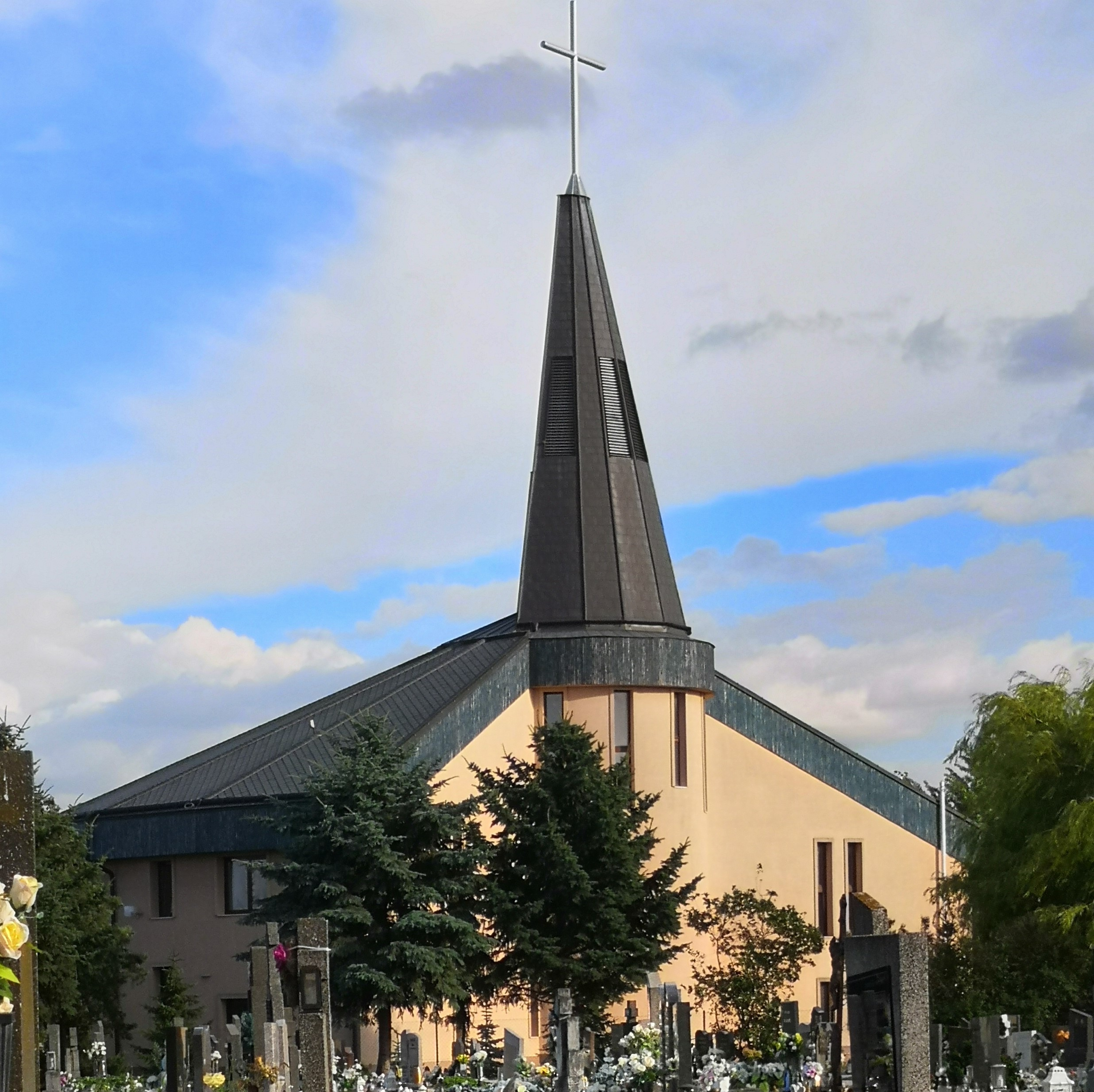
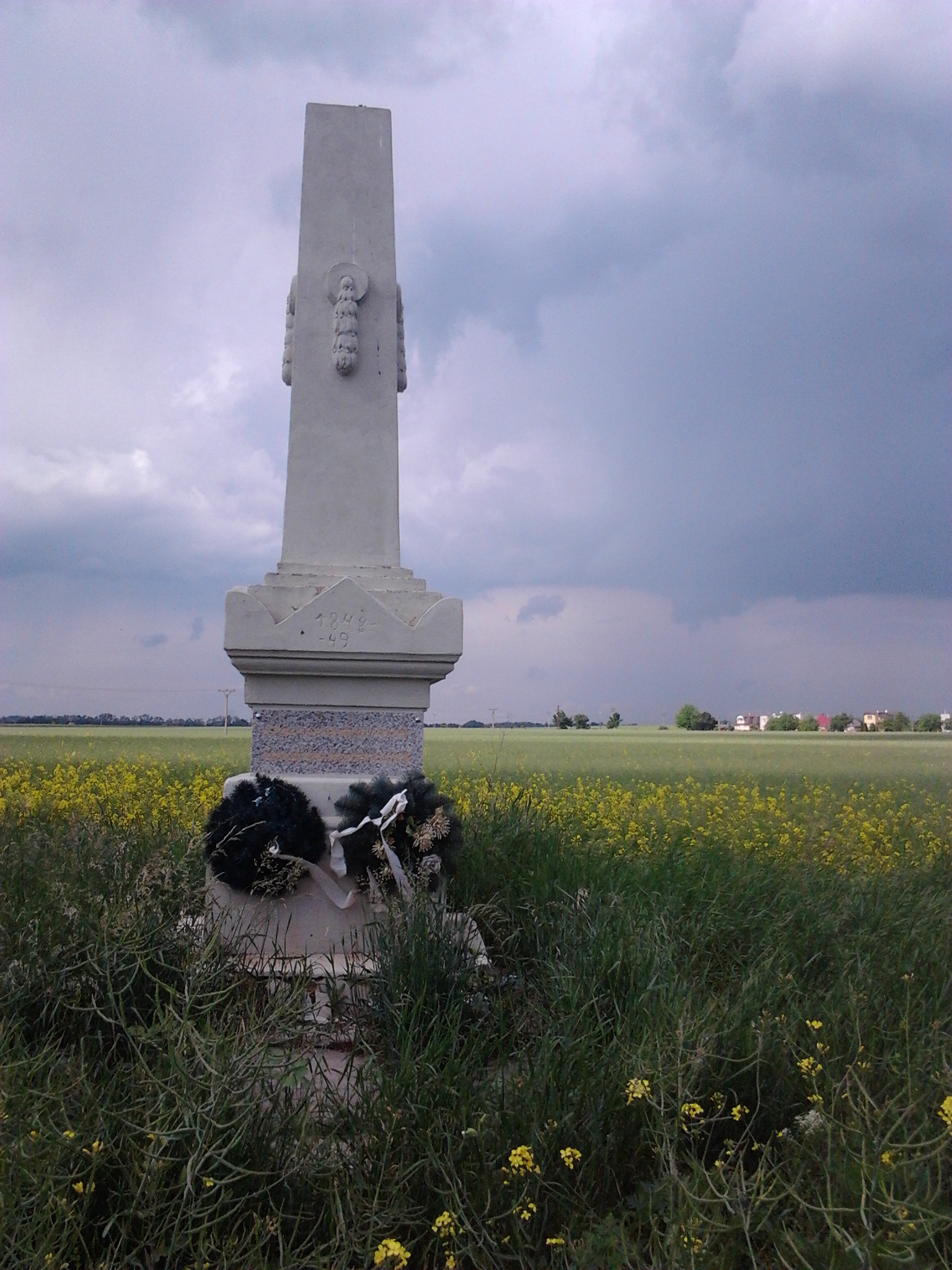
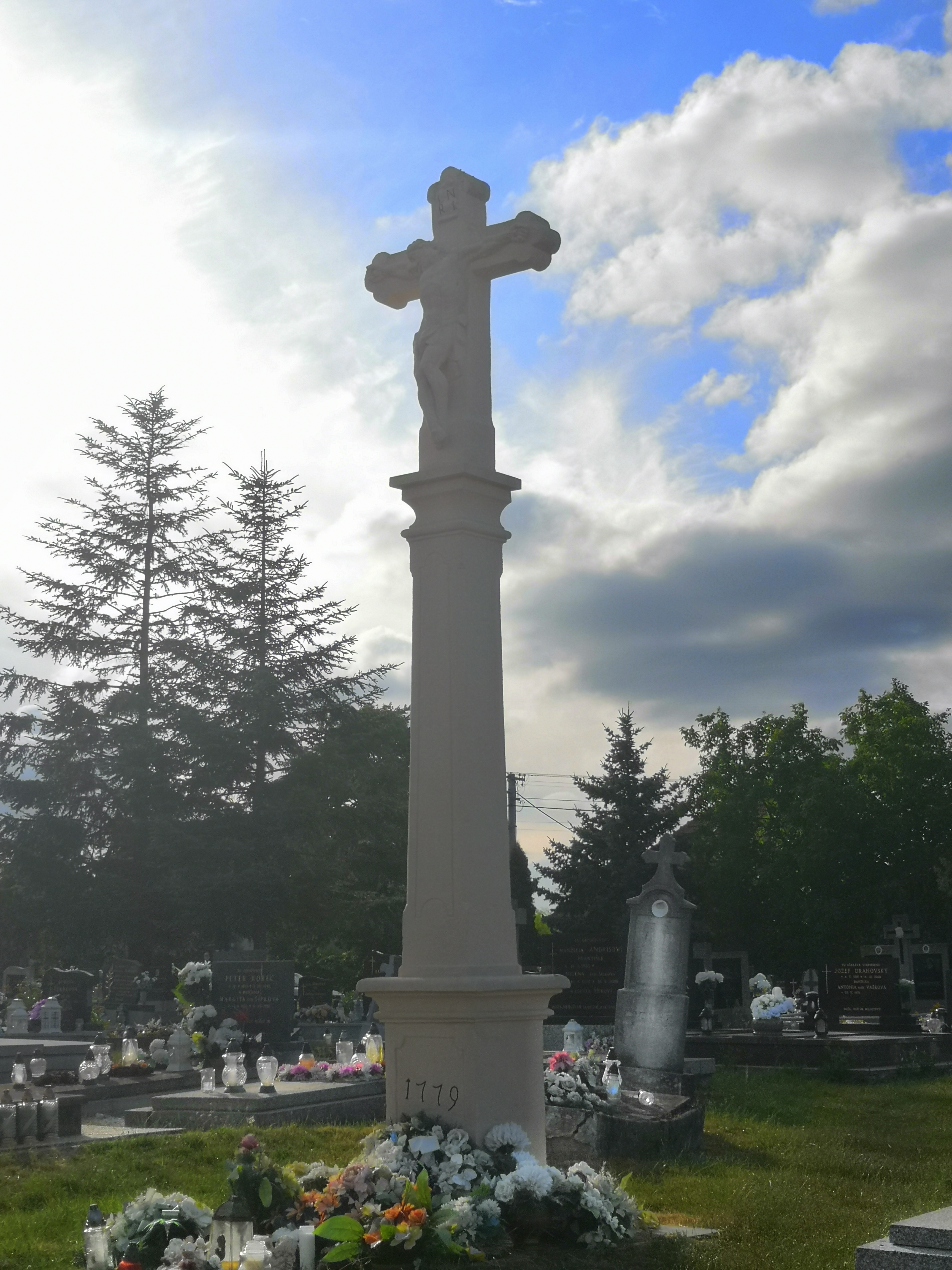

- Szűz Mária tiszteletére szentelt római katolikus temploma 1820-ban épült.
- Az 1872-ben emelt honvédemlékmű a nyitrai Fellner Jakab alkotása. Eredetileg díszes kovácsoltvas kerítés övezte. 1884-es felújítása alkalmából ünnepi szentmisét tartottak és emléktáblát helyeztek el az obeliszken. A 20. század folyamán az emlékmű állaga jelentősen leromlott. A Pro Patria Honismereti Szövetség kezdeményezésére Vágpatta és Nagymácséd községek újították fel 2001-ben.[9]

## Neves személyek
- Itt született 1641-ben Kereskényi István jezsuita rendfőnök, professzor.
- Itt született 1746. május 16-án Thótt Albert kegyes tanítórendi áldozópap és tanár.
- Itt született 1923. április 18-án Sidó Ferenc kilencszeres világbajnok asztaliteniszező.
- Itt született 1950-ben Milan Kučera tanszékvezető docens.[10]

## Külső hivatkozások
- Hivatalos oldal
- E-obce.sk Archiválva 2009. június 6-i dátummal a Wayback Machine-ben
- Községinfó
- Vágpata Szlovákia térképén
- Falutérkép[halott link]